# Toba armenia

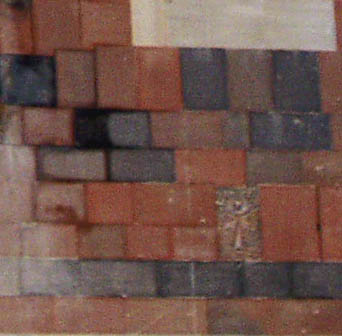
Muro realizado completamente con toba armenia de diferentes colores.

Se conoce como toba armenia (tuff en armenio) a un tipo de roca con la que han sido construidos durante siglos muchos de los edificios de la ciudad de Ereván (Armenia); principalmente edificios representativos, templos y viviendas de alta calidad. El color particularmente rojizo de esta piedra fue el que hizo que Ereván fuera conocida como la "Ciudad Rosa". Algunas de las construcciones en esta piedra son la Galería Nacional Armenia y el resto de edificios que da forma a la Plaza de la República de Ereván, el primer tramo de la calle Abovian o la totalidad de Monasterios Armenios como, por ejemplo Khor Virap. 
Actualmente sigue utilizándose mayormente en las construcciones dentro del centro urbano de Ereván, manteniendo una estética muy particular. 
Los principales núcleos de los que se extrae la toba son Medov-en la región de Lori, donde se extrae una especie de toba arenisca de color pardo y aspecto veteado; la región de Armavir, donde se extrae toba volcánica de un color rojo rosado intenso; Davalin -en la provincia de Ararat, que produce una caliza negra; y en la región de Tavush, de donde se extrae una caliza dura de aspecto granoso.

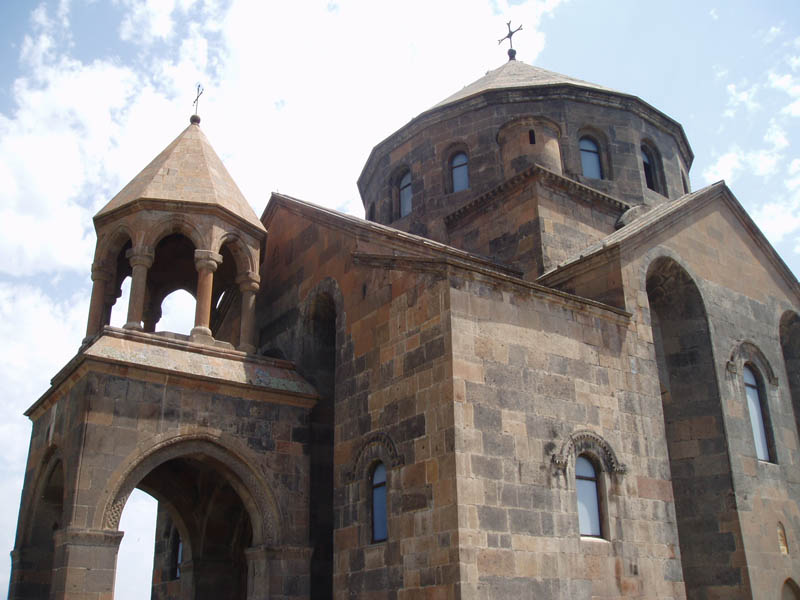
El monasterio Khor Virap, construido en toba armenia

- Datos: Q6147758